# Raphaël Géminiani
Raphaël Géminiani (francès: Raphaël Geminiani)  (Clarmont d'Alvèrnia, 12 de juny de 1925 - Pont del Chastèl, 5 de juliol de 2024) va ser un ciclista francès, anomenat el gran fusell, que fou professional entre 1946 i 1960.
Entre els seus èxits més importants destaquen el Gran Premi de la Muntanya i la segona posició final al Tour de França 1951 i el tercer lloc el 1958. Guanyà set etapes del Tour de França. Un Campionat de França en ruta, dos grans premis de la muntanya al Giro d'Itàlia i la 3a posició a la Volta a Espanya de 1955 són altres resultats destacats.
Quan es retirà com a ciclista passà a exercir de director esportiu, dirigint, entre d'altres, de Jacques Anquetil i Joaquim Agostinho.

## Palmarès
- 1943
  - Campió de França en ruta (junior)
- 1946
  - 1r del Gran Premi de Maraîchers
  - 1r del Gran Premi de Léon Daniel
  - 1r del Premi de Clermont
  - 1r del Premi de Brive
  - 1r del Premi de Clarmont d'Alvèrnia
  - 1r del Premi d'Ambert
  - 1r del Premi de Montluçon
  - 1r del Premi d'Eglise Neuve-d'Entraigues
  - Vencedor d'una etapa del Circuit de les Sis Províncies
- 1947
  - 1r de la Ronda d'Alvèrnia
  - 1r del Gran Premi de Bassin Minier
  - 1r del Premi de Thiers
  - 1r del Premi de Saignes
  - 1r del Premi d'Aurillac
  - 1r del Premi de Meymac
- 1948
  - 1r del Premi de Chabreloche
  - 1r del Premi de Saignes
  - 1r del Premi de Meymac
  - 1r del Premi de Durjol
  - 1r del Premi de Marvejols
  - 1r del Premi de Chabreloche
  - 1r del Premi d'Aurillac
  - 1r del Premi de Bort-les-Orgues
  - 1r del Premi de Champs-sur-Tarentaine
- 1949
  - 1r del Tour de Corrèze
  - 1r del Circuit de les Viles d'Aigua d'Alvèrnia
  - Vencedor d'una etapa al Tour de França
  - 1r del Premi de Bontjean
- 1950
  - 1r de la Polymultipliée
  - 1r del Circuit dels Monts de Livradois
  - 1r del Gran Premi de Boussac
  - 1r del Premi de Marmigrolles
  - 1r del Premi de Champs-sur-Tarentaine
  - Vencedor de 2 etapes al Tour de França
- 1951
  - 1r de la Polymultipliée
  - 1r del Midi Libre
  - Vencedor d'una etapa al Tour de França i del  Gran Premi de la Muntanya
  - Vencedor d'una etapa al Critèrium del Dauphiné Libéré
- 1952
  -  1r del Gran Premi de la Muntanya del Giro d'Itàlia
  - Vencedor de 2 etapes al Tour de França
  - 1r del Gran Premi de Boussac
  - 1r del Premi de Mont-Dore
  - 1r del Premi de Cenon
  - 1r del Premi de Jemeppe
- 1953
  -  Campió de França en ruta
  - Vencedor d'una etapa al Critèrium del Dauphiné Libéré
  - 1r del Premi de Moulin-Engilbert
- 1955
  - Vencedor d'una etapa al Tour de França
- 1956
  - 1r del Bol d'Or de Monédières
  - 1r del Premi d'Abidjan
- 1957
  - 1r a Tulle
  -  1r del Gran Premi de la Muntanya del Giro d'Itàlia
  - 1r de la Volta a la Costa d'Ivori i vencedor de 10 etapes
  - 1r del Bol d'Or de Monédières
  - 1r del Premi de Quillan
  - Vencedor d'una etapa a la Volta a Suïssa
- 1958
  - 1r del Bol d'Or de Monédières
  - 1r del Premi de Thiviers
  - 1r del Premi de Cénon
  - Vencedor d'una etapa a la Volta a Sardenya
- 1959
  - 1r del Gran Premi d'Alger
- 1960
  - Vencedor d'una etapa del Circuit de les muntanyes d'Alvèrnia

### Resultats al Tour de França
- 1948. 15è de la classificació general
- 1949. 25è de la classificació general i vencedor d'una etapa
- 1950. 4t de la classificació general i vencedor de 2 etapes
- 1951. 2n de la classificació general.  Primer del Gran Premi de la Muntanya i vencedor d'una etapa
- 1952. 11è de la classificació general i vencedor de 2 etapes
- 1953. 9è de la classificació general
- 1954. Abandona (18a etapa)
- 1955. 6è de la classificació general i vencedor d'una etapa
- 1956. 49è de la classificació general
- 1958. 3r de la classificació general
- 1959. 28è de la classificació general

### Resultats al Giro d'Itàlia
- 1952. 9è de la classificació general.  1r del Gran Premi de la Muntanya
- 1953. 30è de la classificació general
- 1955. 4t de la classificació general
- 1957. 5è de la classificació general.  1r del Gran Premi de la Muntanya
- 1958. 8è de la classificació general

### Resultats a la Volta a Espanya
- 1955. 3r de la classificació general
- 1957. 5è de la classificació general
- 1959. Abandona